# Bulgariska renässansen
Den bulgariska renässansen (bulgariska Възраждане) kallas en period i Bulgariens historia, från andra hälften av 1700-talet fram till Bulgariens självständighet 1878, då en nationell rörelse växte fram särskilt på kulturens område.
Som början till den bulgariska renässansen räknas munken Paisij Chilendarskis verk "Slavisk-bulgarisk historia" från 1762, som var det första verket på modern bulgariska och som förde fram nationalistiska tankegångar. Därefter, särskilt under 1800-talet, utvecklades en bulgariskspråkig skönlitteratur som en del av en strävan efter att stärka det bulgariska språkets och den bulgariska kulturens ställning, samt att åstadkomma större självständighet från Osmanska riket. Denna strävan yttrade sig också bland annat i upprättande av bulgariskspråkiga skolor och insamling av folksagor.